# Аптикеева, Татьяна Анатольевна
Татьяна Анатольевна Аптикеева  (род. 17 февраля 1969, Могилёв-Подольский, Винницкая область) — советская и российская киноактриса. Заслуженная артистка РФ  (2009).

## Биография
В 1992 году окончила Ленинградский государственный институт театра, музыки и кинематографии. После чего поступила в труппу БДТ.

## Личная жизнь
13 лет была замужем за коллегой Игорем Лифановым. От этого брака есть дочь Анастасия (род. 1995).

## Фильмография
- 1999 год — «Барак» — Фаина.
- 2000 год — «Выход» — Ирина Митяева.
- 2000 год — «Менты-3» — Анна Сергеевна Ершова.
- 2001 год — «Агент национальной безопасности-3» — Женя.
- 2001 год — «По имени Барон» — Татьяна.
- 2001 год — «Тайны следствия» — Алла Валерьевна
- 2002 год — «Русский спецназ» — мама рыжего мальчика
- 2005 год — «Королевство кривых» — жена спелеолога
- 2007 год — «Особенности национальной подлёдной ловли, или Отрыв по полной» — Аля
- 2009 год — «Счастливый конец» — ведьма
- 2010 год — «Тульский Токарев» — мама Артёма
- 2011 год — «Катя. Продолжение» — Валентина
- 2011 год — «Литейный-7» — Ирина
- 2011 год — «Менты-11» — Люба Черных
- 2015 год — «Апперкот для Гитлера» — Августа Леонидовна Миклашевская.

## Роли в театре
- 2007 год — «Дама с собачкой» — Гурова[2].
- 2008 год — «Прекрасное воскресенье для пикника», БДТ — Доротея[3].
- 2009 год — «Власть тьмы», БДТ — Анисья[4].
- 2017 год — «Три сестры», БДТ — Ольга[5].

## Награды
В составе женского коллектива получила премию «Золотой софит» за роль Ольги в спектакле «Три сестры» Владимира Панкова.